# Италијанска Источна Африка
Италијанска Источна Африка (итал. Africa Orientale Italiana; акроним: АОИ) била је краткотрајна италијанска колонија у источној Африци проглашена 9. маја 1936. након италијанске победе у Другом италијанско-абисинском рату. Колонија се састојала од Етиопије и претходно освојених колонија Италијанске Сомалије и Еритреје. Италијанска Источна Африка је повећана у августу 1940. кад је дотадашња Британска Сомалија окупирана и укључена у АОИ. Понекад се делом ове творевине сматра и Либија која је међутим имала специјалан статус, као независна италијанска колонија Africa Settentrionale Italiana (Италијанска северна Африка).

## Историја
Ова колонија настала је 1936. за време Мусолинијевог фашистичког режима, након италијанске победе против Етиопије у Другом италијанско-абисинском рату. Након тога су две дотадашње италијанске одвојене колоније Еритреја и Италијанска Сомалија спојене заједно с Етиопијом у Италијанску Источну Африку с Адис Абебом као главним градом. Краљевина Италија је ову колонију изгубила након сукоба са савезничким снагама у источној Африци у Другом светском рату.
Режим те колоније био је особито груб према већинском етиопском становништву, које се опирало италијанској окупацији и власти, за разлику од становништва Еритреје и Сомалије, које је знатно беневолентније дочекало Италијане. Стање се погоршало 1937. након неуспелог атентата на италијанског поткраља Родолфа Грацијанија. Он је лично наредио насилно заузимање манастира Дебре Либанос у којем су се сакрили атентатори, приликом којег су погинули неки монаси и монахиње. Тај манастир за велику већину обичних Етиопљана има свето значење тако да се након тога продубио јаз између Италијана и локалног становништва. Још већа мржња на Италијане се окомила након њихове одмазде познате као Јакетит 12 над становницима Адис Абебе кад је италијанска војска побила хиљаде становника.
Фашистичка колонијална политика у суштини се сводила на стари римски окушани принцип, дивиде ет импера (подели па владај). Они су за своје владавине настојали да ослабе позиције дотадашњих владара Етиопије, оријентално-православних хришћана Амхараца на рачун до тада потчињених еритрејских муслимана Тиграња и Сомалаца. Амхарске територије додељиване су еритрејским и сомалским говернима делимично и као награда за подршку коју је еритрејска војска (Аскари) пружила Италијанима у борби против Етиопије 1936. године.
Мусолинијев фашистички режим имао је велике амбиције у источној Африци. Практички се сав беземљашки југ Италије намеравао преселити у Африку, да тамо оснују фарме и развију неки мањи посао, али се у реалности мало тог реализовало. Врло мало Италијана се упустило у ту пустоловину, и од тог малог броја већина се упутила у Еритреју, до 1940. свега 3200 италијанских фармера населило се у Етиопији, а то је било свега 10% од планираног броја.
Етиопија је била велико разочарање за већину италијанских колониста, због великог неповерења локалног становништва, тешких и скромних услова за живот, изузетно тешког терена и велике несигурности изван малобројних градова. За разлику од Етиопије, у Еритреји је за италијанске колонисте стање било пуно повољније, тако да се тамо населило око 80.000 колониста.
Италијанска Источна Африка коштала је земљу матицу изузетно пуно. Њен буџет за 1936/1937. износио је 19.136 милиона лира, јер је требало пуно уложити у изградњу неопходне инфраструктуре. За поређење, целокупни приход тадашње Краљевине Италије био је за ту годину само 18.581 милиона лира. Ти трошкови осиромашили су државну благајну, али су с друге стране помогли Краљевини Италији да преброди последице економске кризе и има висок проценат запослених. Италијани су изградили 18.794 км асфалтних путева по правој дивљини, тако да је 1940. Адис Абеба била повезана са лукама у Асмари и Могадишу. Они су изградили и око 900 км железничких пруга, повезали су Адис Абебу са луком Асаб на Црвеном мору. Изградили су прве хидроцентрале, бране и мостове по рекама, повезали важније градове телефонским и телеграфским линијама и основали пуно предузећа која су чинила основицу привреде земље; "Compagnie per il cotone d'Etiopia" (индустрија памука); "Compagnia etiopica del latte e derivati" (млечна индустрија); "Cementerie d'Etiopia" (индустрија цемента); "Compagnia etiopica mineraria" (рударска индустрија); "Imprese elettriche d'Etiopia" (електрична енергија); "Compagnia etiopica degli esplosivi" (индустрија наоружања); "Industria per la birra dell'AOI" (пиварска индустрија); "Trasporti automobilistici (Citao)" (транспорт). За своје краткотрајне владавине имали су планове изградње савремене Адис Абебе, као достојне престонице своје Africa Orientale italiana, али те планове нису успели докраја да реализују због избијања Другог светског рата.

### Други светски рат
У јуну 1940, на самом уласку Краљевине Италије у Други светски рат, АОИ је постао велика претња британским интересима у Африци. Успешан италијански напад из АОИ-а преко Судана могао је територијално повезати ову колонију с другом италијанском колонијом Либијом, чиме би се изоловали важни положаји Британаца у Египту и Суецки канал. С друге стране, АОИ је био изолован од Италије будући да је колонија била окружена британским снагама у Судану, Кенији и Британској Сомалији. Дотадашњи поморски приступ колонији преко Суецког канала, био је онемогућен јер је британска морнарица блокирала Суецки канал за италијанске бродове, тако да су малобројне пошиљке неопходног материјала стизале ваздушним путем.
На почетку источноафричке кампање, италијанска војска у колонији имала је укупно 291 000 војника, укључујући и локалне снаге, које су биле слабо опремљене и лоше увежбане. Велики недостатак италијанских снага у колонији био је и разбацаност италијанских гарнизона, лоша повезаност и слаба логистика (недостатак муниције и горива). Упркос свим тим недостацима војска колоније је 1940. заузела Британску Сомалију и прикључила је Итлијанској Источној Африци. Ово је била једина победа у рату које је Краљевина Италија добила сама, без немачке помоћи. Међутим тај успех није дуго егзистирао, свега око годину дана, јер је британски афрички корпус кренуо у контраофанзиву. Након заузимања снажног италијанског гарнизона Керен у Еритреји 27. марта 1941. којег је бранио генерал Орландо Лоренцини и опкољавања луке Масава 8. априла, Краљевина Италија изгубила је Еритреју. Након тог су британске трупе кренуле у унутрашњост Етиопије, те убрзо заузеле планинску утврду Амба Алаги у мају, те након тога 28. новембра присилиле последње италијанске јединице генерала Гиљелма Насија у Гондару на предају. То је био крај Италијанске Источне Африке.
Након пада Гондара, један део италијанске војске одлучио се за наставак борбе и прешао на герилску борбу. Италијанска герилска војска имала је око 7000 војника који се нису хтели предати Савезницима. Они су скоро две године чекали на долазак удружених италијанско-немачких снага под вођством Ромела, али се након његовог пораза код Ел Аламејна (5. новембар 1942), њихова нада растопила, тако да је њихова жеља за даљом борбом од тада знатно замрла.

## Администрација
На челу владе колоније био је италијански поткраљ, а формални шеф те државе био је италијански краљ Виктор Емануел III. Колонија је краљевским прогласом 1. јуна 1936. подељена на пет административних јединица, говерна.
| Говерно     | Седиште    | Становника    | Ознака | Напомена                                                                 |
| ----------- | ---------- | ------------- | ------ | ------------------------------------------------------------------------ |
| Амхара      | Гондар     | око 2.000.000 | АМ     |                                                                          |
| Еритреја    | Асмара     | око 1.000.000 | ЕР     |                                                                          |
| Харар       | Харар      | 1.300.000     | ХА     |                                                                          |
| Гала Сидама | Џима       | 1.600.000     | ГС     |                                                                          |
| Шоа         | Адис Абеба | 300.000       | СЦ     | до 1938. Governo di Adis Abeba (АА)                                      |
| Сомалија    | Могадиш    | 1.300.000     | СОМ    | Миђијуртина и Обија били су локални султанати под италијанском контролом |

Амхара, Гала Сидама, Харар и Шоа пре су били делови Етиопског царства.